# Ytterören
Ytterören är en ö nära Skäriråsen i Nagu,  Finland. Den ligger i Skärgårdshavet i Pargas stad i den ekonomiska regionen  Åboland i landskapet Egentliga Finland, i den sydvästra delen av landet. Ön ligger omkring 3 kilometer nordväst om Skäriråsen, 40 kilometer söder om Nagu kyrka, 73 kilometer söder om Åbo och omkring 180 kilometer väster om Helsingfors. Närmaste allmänna förbindelse är förbindelsebryggan vid Trunsö som trafikeras av M/S Nordep.
Öns area är 0,8 hektar och dess största längd är 180 meter i sydöst-nordvästlig riktning. Det finns inga samhällen i närheten.